# 보스토치니 우주기지

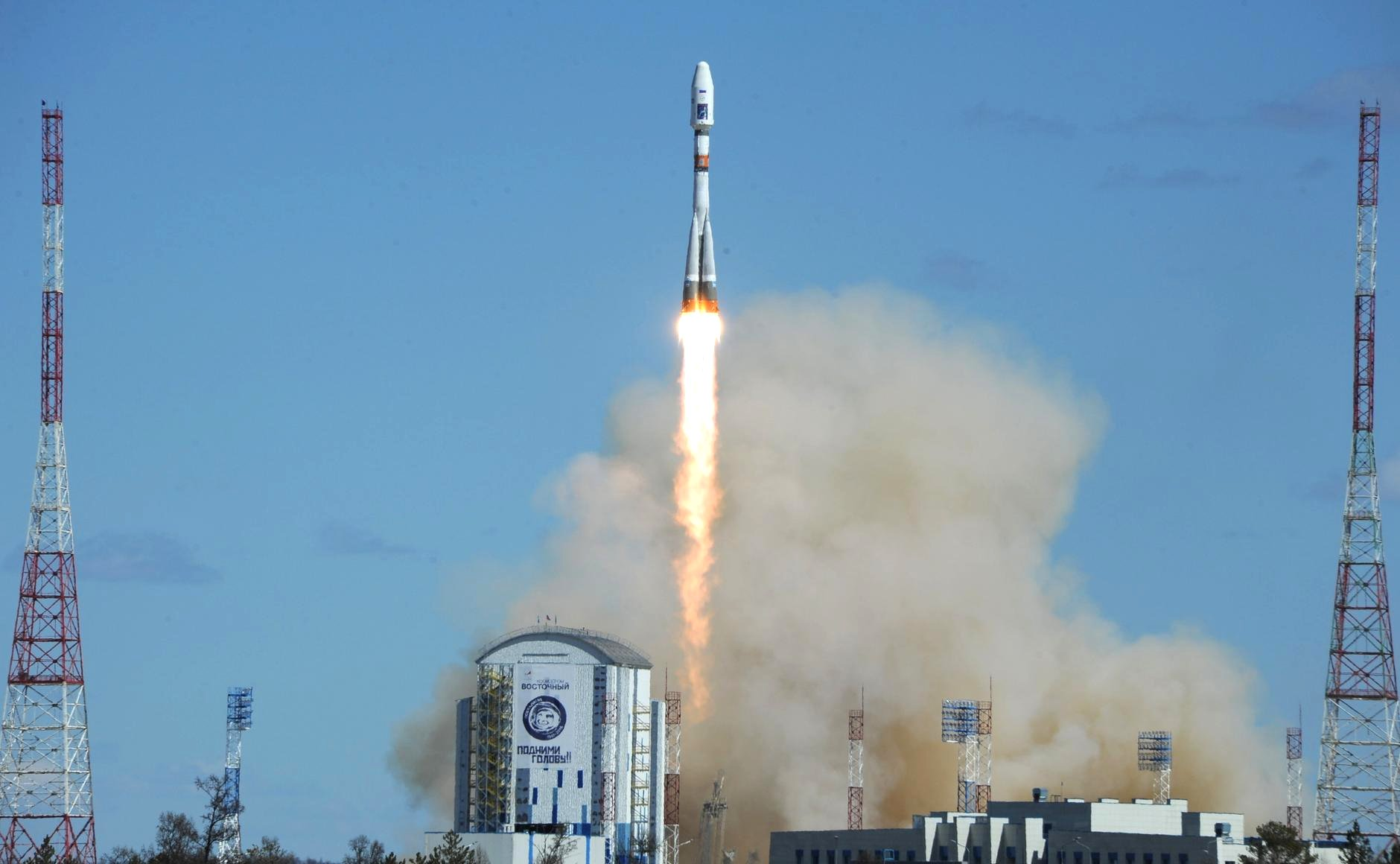
보스토치니 우주 기지에서 소유즈 - 2.1A의 시작, 2016년 4월 28일

보스토치니 우주기지(러시아어: Космодром Восточный, 영어: Vostochny Cosmodrome, 문화어: 워스또츠느이 우주 발사장)는 러시아가 건설 중인 우주기지이다. 북위 51도인 아무르주 치올콥스키에 위치하고 있다.
러시아는 카자흐스탄에 있는 세계 최초의 우주기지인 바이코누르 우주기지 의존을 줄이려고 한다. 러시아는 2013년 현재 바이코누르 우주기지와 플레세츠크 우주기지를 사용 중이다.

## 기존 인프라 활용
보스토치니 우주기지는 과거 러시아 전략로켓군 제27 로켓 사단이 사용하던 핵미사일 기지였다가 2007년에 폐쇄된 스보보드니 우주기지가 있던 근처에 위치하여 있다. 기차역과 고속도로 등 스보보드니 우주기지의 인프라를 그대로 사용하기 위해서이다.
1983년 건설된 울리야놉스크의 보스토치니 비행기지에는 세계에서 가장 큰 길이 5,100 m, 폭 106 m의 활주로가 있다.

## 위치
계획된 부지면적은 551.5 km2이다. 대략 북위 51° 49′  동경 128° 15′  / 북위 51.817°  동경 128.250°  지점을 중심으로 하여 직경 30 km의 원과 같은 면적이다. 가장 가까운 도시는 치올콥스키(옛 이름 우글레고르스크)이다. 보스토치니란 러시아어로 "동쪽의"란 뜻이다. 보스토치니는 북위 51도에 위치해, 북위 46도의 바이코누르 우주기지와 위도가 비슷하다. 따라서 같은 크기의 로켓으로 같은 무게의 위성을 발사할 수 있다.
북위 34도에 위치한 나로우주센터는 5 km2이다. 보스토치니 우주기지는 나로우주센터 보다 110배 크다. 2015년 완공 예정인 보스토치니의 건설비는 최대 4000억루블(약 13조8000억원)으로 예상한다. 관련 기술자 등이 거주할 10만 가구의 신도시 건설도 포함되어 있다. 반면에 나로우주센터는 3314억원으로 건설되었으며, 2차 확장공사가 대략 5000억원을 투입해 2017년 완공될 계획이다. 2012년 러시아의 PPP GDP는 2조 5550억 달러, 즉 2500조원으로 1조 6500억 달러, 즉 1650조원인 한국 보다 2배가 안 되는 규모의 국가이다. 그러나 우주기지는 부지면적 기준 110배, 건설예산 기준 17배 규모로 투자하고 있다.

## 대한민국
2011년 4월, 러시아 연방 우주국장 아나톨리 페르미노프는 "보스토치니 건설에 세계 최고의 기술들이 사용될 것"이라며 "한국과 러시아 전문가들이 함께 건설한 나로 우주 센터 건설 경험도 이용될 것"이라고 말했다.
2013년 1월, 2차례 발사에 실패한 나로호가 3차 발사에 드디어 성공했다.
나로호는 원래 앙가라 로켓 1.1 버전으로서, 러시아는 신형 앙가라 로켓 개발 예산이 부족하여 외국의 투자를 호소했었고, 유일한 투자국이 한국이었다. 러시아는 앙가라 로켓 1.1을 1단 로켓과 2단 로켓 전체를 러시아가 제작하여 100% 기술이전을 해 주고 면허생산을 허용겠다고 제안했으나, 한국은 1단 로켓은 러시아가 제작해 100% 기술 이전해 추후 한국에서 면허생산으로 나로 우주 센터에서 계속 발사하고, 2단 로켓은 러시아가 제작하지 않고 처음부터 한국이 개발하겠다고 하였다. 그러나, 미국이 이러한 1단 로켓 면허생산을 반대하였고, 이에 러시아는 1단 로켓 100% 기술 이전과 면허 생산의 기존 계약을 일방 취소하였다. 그러나 한국이 러시아에 지불한 수천억원의 돈을 환불받지는 않았다. 미국 록히드 마틴은 나로호 1단 계열인 RD-180을 면허생산 중이다. 한국은 앙가라 로켓 1.2의 2단 로켓인 KARI 30톤급 로켓엔진도 개발했다. 그러나 미국의 방해로 1단 로켓의 면허생산이 불발되었고, 따라서, 앙가라 로켓 1.1과 1.2의 발사장이 될 계획이었던 나로 우주 센터는 추후 발사계획이 모조리 사라졌다. 그리고 그러한 앙가라 로켓 전용 발사장으로 보스토치니 우주기지 건설이 2011년 시작되었다.
2013년 11월, 블라디미르 푸틴 대통령이 방한하면서, 한국이 보스토치니 우주기지 건설 프로젝트에 투자하면 좋겠다고 말했다. 미국의 방해로 앙가라 1.1과 앙가라 1.2의 나로 우주 센터 발사 계획이 무산되었는데, 한국이 '앙가라 전용 발사장'인 보스토치니에 투자하면, 앙가라 1.1과 앙가라 1.2를 미국의 방해를 받지 않고 영구적으로 자유롭게 발사할 수 있다. 러시아는 '앙가라 전용 발사장'인 보스토치니에서 앙가라 로켓으로 유인 우주선까지 발사할 계획이다.